# 294
294（二百九十四、二九四、にひゃくきゅうじゅうよん）は、自然数また整数において、293の次で295の前の数である。

## 性質
- 294 は合成数であり、約数は1, 2, 3, 6, 7, 14, 21, 42, 49, 98, 147, 294である。
  - 約数の和は684。
  - 68番目の過剰数である。1つ前は288、次は300。
- 294 = 2 × 3 × 72
  - 3つの異なる素因数の積で p 2 × q × r の形で表せる16番目の数である。1つ前は276、次は306。(オンライン整数列大辞典の数列 A085987)
- 294 = 72 + 82 + 92 + 102
  - 4連続平方和で表せる数である。1つ前は230、次は366。
  - 異なる4つの平方数の和11通りで表せる最小の数である。次は342。
    - 異なる4つの平方数の和 n 通りで表せる最小の数である。1つ前の10通りは351、次の12通りは318。(オンライン整数列大辞典の数列 A025417)
- 294 = 73 − 72
  - n = 7 のときの n 3 − n 2 の値とみたとき1つ前は180、次は448。(オンライン整数列大辞典の数列 A045991)
- 294 = 12 + 22 + 172 = 22 + 112 + 132 = 52 + 102 + 132 = 72 + 72 + 142
  - 3つの平方数の和4通りで表せる23番目の数である。1つ前は293、次は299。(オンライン整数列大辞典の数列 A025324)
- 294 = 12 + 22 + 172 = 22 + 112 + 132 = 52 + 102 + 132
  - 異なる3つの平方数の和3通りで表せる20番目の数である。1つ前は286、次は302。(オンライン整数列大辞典の数列 A025341)
- 294 = 6 × 72
  - n = 7 のときの 6n 2 の値とみたとき1つ前は216、次は384。(オンライン整数列大辞典の数列 A033581)
  - n = 2 のときの 6 × 7n の値とみたとき1つ前は42、次は2058。(オンライン整数列大辞典の数列 A055272)
- n = 294 のとき n と n − 1 を並べた数を作ると素数になる。n と n − 1 を並べた数が素数になる35番目の数である。1つ前は282、次は300。(オンライン整数列大辞典の数列 A054211)
- 約数の和が294になる数は3個ある。(164, 194, 293) 約数の和3個で表せる12番目の数である。1つ前は270、次は324。
- 各位の和 (数字和) が15になる15番目の数である。1つ前は285、次は339。
  - 各位の和 (数字和) が n になる n 番目の数である。1つ前は257、次は376。

## その他 294 に関連すること
- 西暦294年
- 紀元前294年
- 年始から数えて294日目は10月21日、閏年は10月20日。
- 294は、E96系列の標準数。
- 294（つくし） は、日本の女性ボーカルユニット。
- ウエスト・エア・スウェーデン294便墜落事故
- チャールズ・オースバーン (USS Charles Ausburn, DD-294) は、アメリカ海軍の駆逐艦。
- エスカラー (USS Escolar, SS-294) は、アメリカ海軍の潜水艦。
- UFC 294
- 歩兵第294連隊
- ふらっと!294は、茨城県常総地域の観光・地域情報ナビゲーションを行うモバイルアプリケーション。由来は本地域を通る国道294号から。